# Осман баба теке
Осман баба теке е алевийско бекташко теке с тюрбе (мавзолей) на мюсюлманския светец Осман баба (или Отман баба) в село Текето, община Хасково, област Хасково, Югоизточна България. Обявено е за паметник на културата от местно значение през 1970 година. Турското му наименование Отман баба текеси служи за официално име на селото до 1934 г.
Тюрбето на светеца, изградено в началото на ХVІ век, става място за религиозно поклонение. Около него възниква теке – обител на дервиши (странстващи монаси). Според османския пътешественик и пътеписец Евлия Челеби през ХVІІ век тюрбето е в центъра на по-голям култов комплекс (теке), който днес не е запазен. Днес текето привлича много поклонници по време на ежегодния празник Гергьовден, отбелязван на 6 май. Празничен обичай е жертвоприношението на агнета.

## Осман баба
Евлия Челеби съобщава, че Осман баба е бил водач на бекташите (членове на ислямския орден Бекташия), които идват на Балканите с първите османски войски през ХІV век. Осман баба разпространява своята вяра по Европа, достигайки до Дания. Заловен е от османците в Адрианопол през 1369 г. Според надпис в тюрбето му обаче той е роден през 1389 и е починал през 1478/9 г.
Днес Осман баба е почитан сред най-уважаваните светии на мюсюлманската общност на алевиите.

## Тюрбе
Строителството на мавзолея е датирано към 1505 – 1507 г. По оценка от Евлия Челеби тюрбето е измежду най-красивите, но според съвременни познавачи оценката е пресилена.
Тюрбето представлява седмоъгълна каменна сграда с правоъгълно преддверие. Висока е 11 м, има диаметър на купола 7,2 м и е изградена от квадри (обработени предварително блокове) от бял пясъчник, с мраморен портал.
Отличителна особеност на тюрбето са неговите стени, изписани със сцени от Стария завет, като жертвоприношението на Ишак (Исаак) от баща му Ибрахим (Аврам). Стенописните сцени са рисувани от Александър Терзиев, любител-художник от Хасково.
Източно от тюрбето на Отман баба е разположено по-малко тюрбе с 2 символични гроба на Хасан и Юсеин, чиято каменна сграда е построена през ХХ век.